# Fond solidarity COVID-19
Fond solidarity COVID-19 je globální fond pro podporu práce Světové zdravotnické organizace (WHO) při boji s pandemií covidu-19. Byl založen 13. března 2020 generálním ředitelem WHO v Ženevě, ve Švýcarsku. Účelem fondu je „podpora práce WHO při sledování a snaze o porozumění šíření viru; zajištění potřebné péče pro pacienty a základních potřeb a informací pro pracovníky první linie; a urychlení úsilí o vývoj vakcíny, testování a léčbu“. Významné společnosti, včetně takových jako Facebook, H&M a Google, i řada soukromých osob již poskytly fondu finanční podporu.
UNICEF se k Fondu solidarity COVID-19 přidal 3. dubna 2020 také.
Podle odhadů WHO finanční požadavky fondu na boj s pandemií dosáhnou do konce roku 2020 zhruba 1,7 miliardy amerických dolarů. K 15. květnu 2020 byla tato částka pokryta z 36,2 % (624,5 milionu amerických dolarů).